# Santa Inês (ort i Brasilien, Maranhão, Santa Inês, lat -3,67, long -45,38)
Santa Inês är en ort i Brasilien.   Den ligger i kommunen Santa Inês och delstaten Maranhão, i den nordöstra delen av landet, 1 400 km norr om huvudstaden Brasília. Santa Inês ligger 31 meter över havet och antalet invånare är 67 424.
Terrängen runt Santa Inês är mycket platt. Santa Inês är det största samhället i trakten.
Omgivningarna runt Santa Inês är huvudsakligen savann. Runt Santa Inês är det ganska glesbefolkat, med 47 invånare per kvadratkilometer.